# Borough londonien de Richmond upon Thames
Le borough londonien de Richmond upon Thames (en anglais : London Borough of Richmond upon Thames) est un borough du Grand Londres. Seul borough de Londres s'étalant sur les deux rives de la Tamise, il est fondé en 1965 par la fusion des districts métropolitains de Twickenham dans le Middlesex, de Richmond upon Thames et de Barnes du Surrey. Lors du recensement de 2018, il compte 196 904 habitants. Il abrite notamment le National Physical Laboratory, les Archives nationales du Royaume-Uni, les jardins botaniques royaux de Kew et le château de Hampton Court.

## Géographie

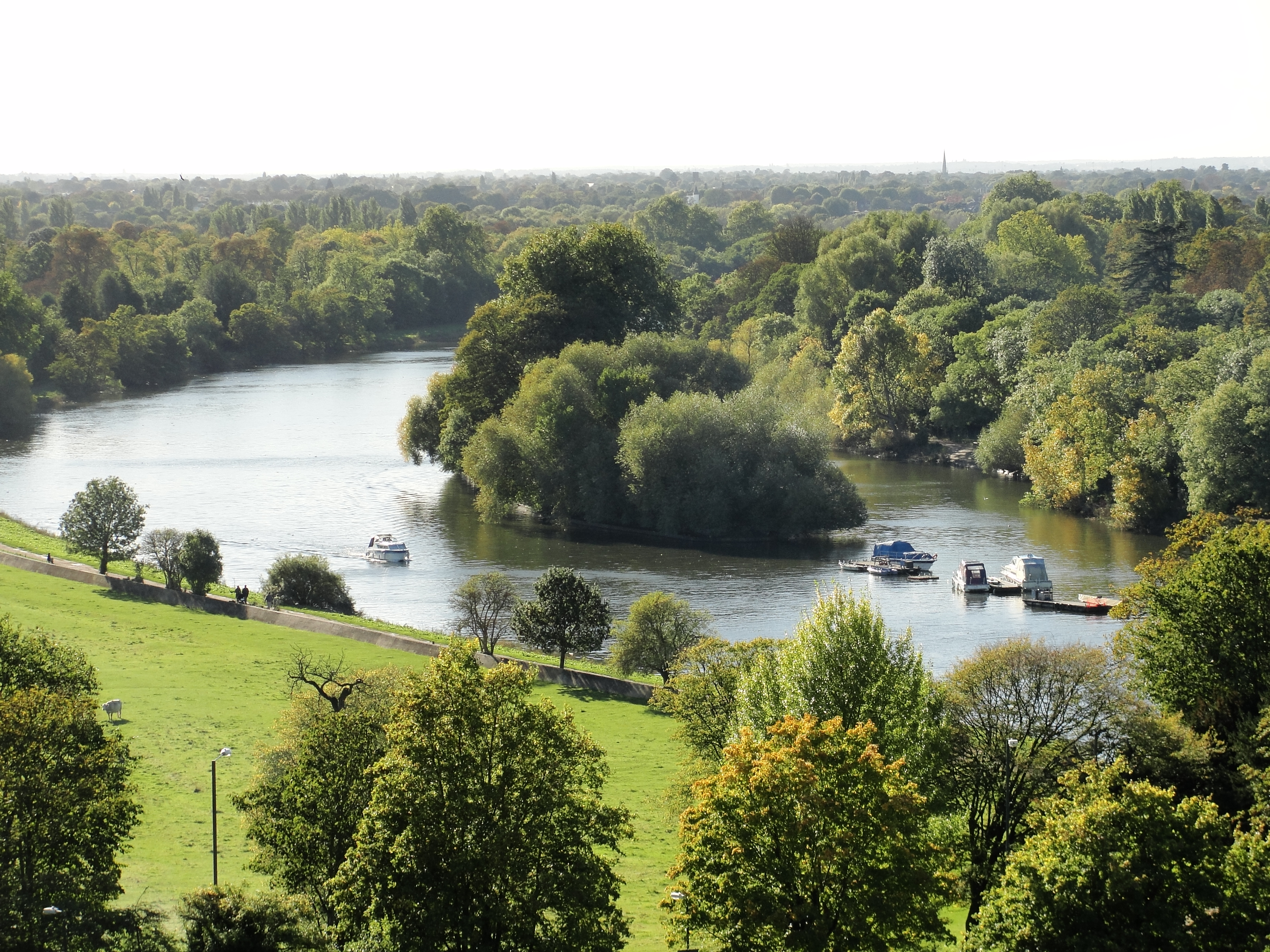
La Tamise vue depuis Richmond Hill.

Le borough de Richmond upon Thames se compose de Barnes, East Sheen, Ham, Hampton, Hampton Hill, Hampton Wick, Kew, Mortlake, North Sheen, Petersham, Richmond upon Thames, St Margarets and East Twickenham, Strawberry Hill, Teddington, Twickenham et Whitton and Heathfield.
Le peintre William Turner réalisa à Mortlake deux tableaux intitulés Mortlake Terrace, tôt le matin, l'été, conservé à la Frick Collection à New York et Mortlake Terrace, conservé à la National Gallery of Art à Washington. Ces deux tableaux ont été présentés à la même exposition de la Royal Academy en 1826.

Les Tableaux de William Turner, 1826
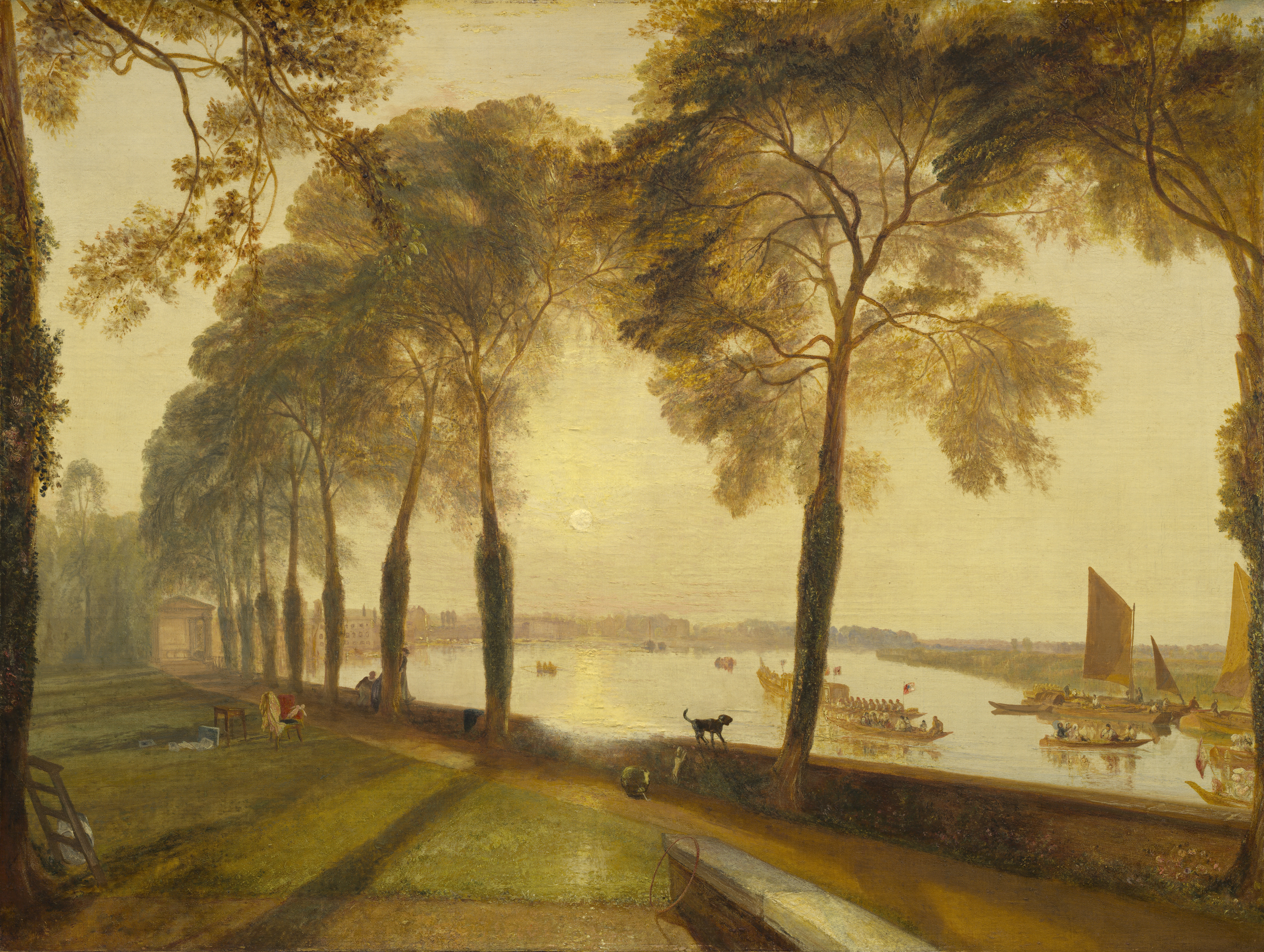
Mortlake Terrace National Gallery of Art, Washington
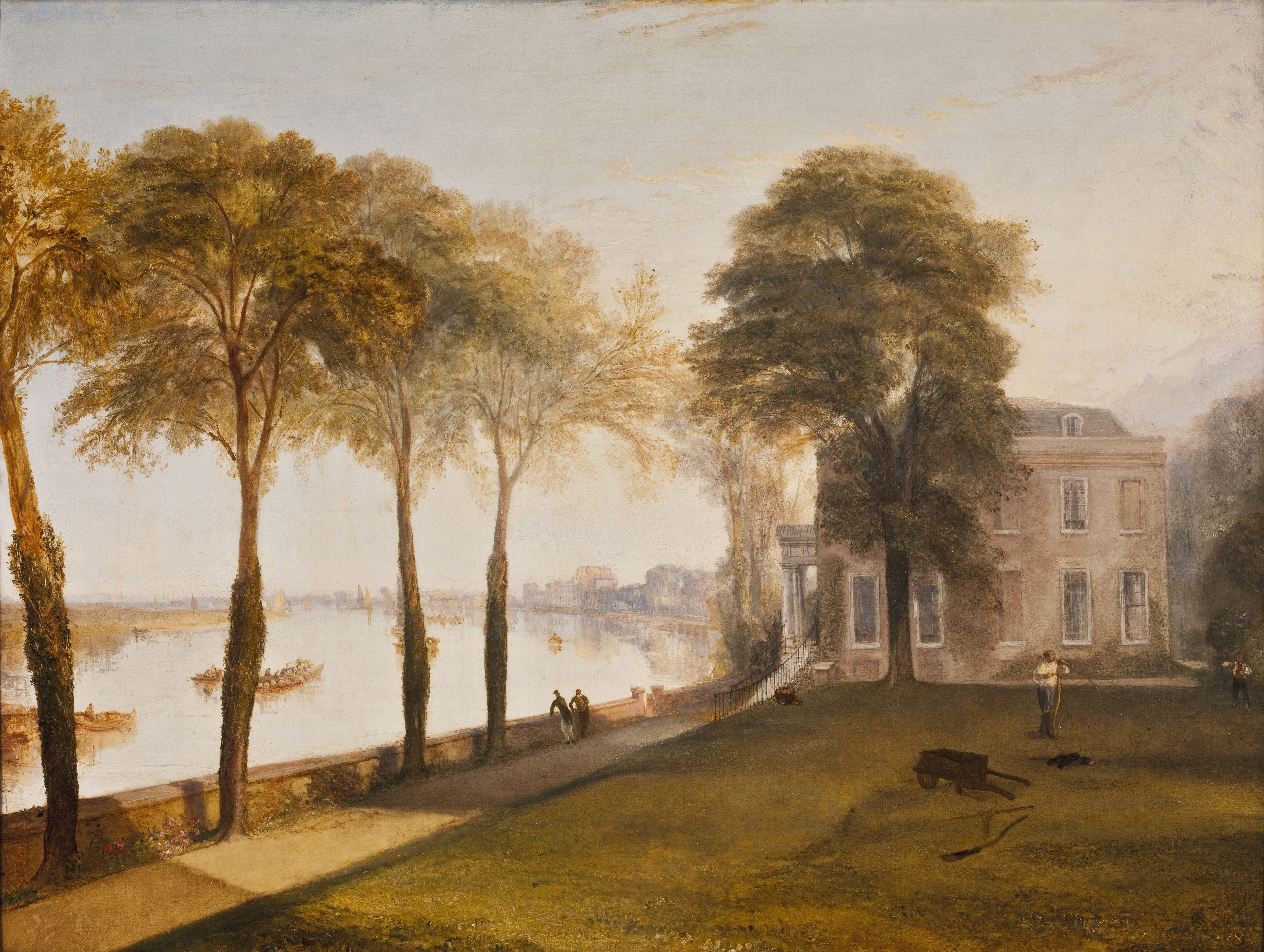
Mortlake Terrace, tôt le matin, l'été Frick Collection, New York

## Politique

### Représentation
Le borough est représenté par deux députés à la Chambre des communes du Royaume-Uni, élus dans les circonscriptions de Twickenham et Richmond Park. Il s'agit actuellement respectivement de Munira Wilson et Sarah Olney, les deux des libéraux-démocrates. Le borough, faisant partie de la circonscription de South West, élit un membre de l'Assemblée de Londres, actuellement Tony Arbour, membre du Parti conservateur.

### Jumelages
| Ville | Ville          | Pays | Pays       | Période     |
| ----- | -------------- | ---- | ---------- | ----------- |
|       | Constance,     |      | Allemagne  | depuis 1983 |
|       | Fontainebleau, |      | France     | depuis 1977 |
|       | Richmond       |      | États-Unis | depuis 1980 |

Richmond, Fontainebleau et Constance constituent un cas de jumelage tripartite.